# Andrzej Kozakiewicz (polityk)
Andrzej Kozakiewicz (ur. 23 sierpnia 1957) – polski menedżer i urzędnik państwowy, podsekretarz stanu (1991–1995) i sekretarz stanu (1995) w Kancelarii Prezydenta RP, w 1995 zastępca jej szefa.

## Życiorys
Pochodzi z Wybrzeża Gdańskiego, gdzie ukończył III Liceum Ogólnokształcące im. Bohaterów Westerplatte w Gdańsku. Zajmował stanowisko podsekretarza stanu (od 26 listopada 1991 do 31 stycznia 1995) oraz sekretarza stanu (1 lutego 1995 do 22 grudnia 1995), zaś od 21 sierpnia 1995 do 22 grudnia 1995 zastępcy szefa w Kancelarii Prezydenta RP. Odpowiadał w niej za kwestie ekonomiczne. Popadł w konflikt z Mieczysławem Wachowskim, a Lech Wałęsa rozważał powołanie Kozakiewicza zamiast niego na szefa swojej kancelarii. Rozpoczął działalność w Bezpartyjnym Bloku Wspierania Reform. W późniejszych latach zajął się działalnością biznesową. Został wspólnikiem i członkiem rad nadzorczych kilku spółek, związał się też z Mariańskim Komitetem Gospodarczym. Jego nazwisko wymieniał lobbysta Marek Dochnal w kontekście ułatwienia uzyskania polskiego obywatelstwa właścicielom spółki J&S.